# Birtlingen
Birtlingen là một xã ở huyện Bitburg-Prüm, trong bang Rheinland-Pfalz, phía tây nước Đức. Xã Birtlingen có diện tích 2,93 km², dân số thời điểm ngày 30 tháng 6 năm 2006 là 71 người.